# Flaga Moskwy
Flaga Moskwy, stolicy Rosji przedstawia św. Jerzego Zwycięzcę (Swiatogo Gieorgija Pobiedonosca), zabijającego włócznią smoka. Jej barwy znalazły się na fladze Rosji ustanowionej w 1699. Flaga jest bardzo podobna do herbu Moskwy.
Scena ta znana jest z ikon i opowieści ludowych.